# دستکاری‌شده
دستکاری‌شده (انگلیسی: The Manipulated؛ کره‌ای: 조각도시) مجموعه تلویزیونی محصول کره جنوبی در ژانر دلهره‌آور، جنایی و انتقامی است که توسط اوه سانگ هو نوشته شده و پارک شین وو و کیم چانگ جو آن را کارگردانی کرده‌اند. جی چانگ ووک، دو کیونگ سو، لی کوانگ سو و جو یون سو در این مجموعه ایفای نقش کردند. داستان مجموعه دربارهٔ مردی معمولی است که زندگی‌اش ناگهان فرو می‌پاشد، زمانی که درمی‌یابد تمام آنچه داشته ساختگی بوده است. او پس از نجات از این فروپاشی، بازمی‌گردد تا انتقامی خونین بگیرد. این مجموعه قرار است در نیمهٔ دوم سال ۲۰۲۵ از طریق دیزنی پلاس پخش شود.

## خلاصه داستان
این مجموعه داستان زندگی ته جونگ، مردی معمولی را دنبال می‌کند که پس از متهم شدن ناعادلانه به جنایتی هولناک و زندانی شدن، متوجه می‌شود همه چیز زیر سر یو هان بوده است. او پس از این کشف، در مسیر انتقام‌جویی گام برمی‌دارد.

## بازیگران
- جی چانگ ووک در نقش ته جونگ[۴]
- دو کیونگ سو در نقش یو هان[۴]
- لی کوانگ سو در نقش بک دو کیونگ[۵]
- پیو یه جین[۶]
- جو یون سو در نقش نو اون بی[۷]